# Carcere di Robben Island
Il carcere di Robben Island è un'ex prigione che si trova sull'omonima isola, oggi patrimonio dell'UNESCO posta 13 km al largo di Città del Capo. Il carcere è famoso principalmente per aver ospitato il premio Nobel per la pace ed ex Presidente del Sudafrica Nelson Mandela, nonché il primo presidente sudafricano eletto democraticamente ed il primo presidente nero.

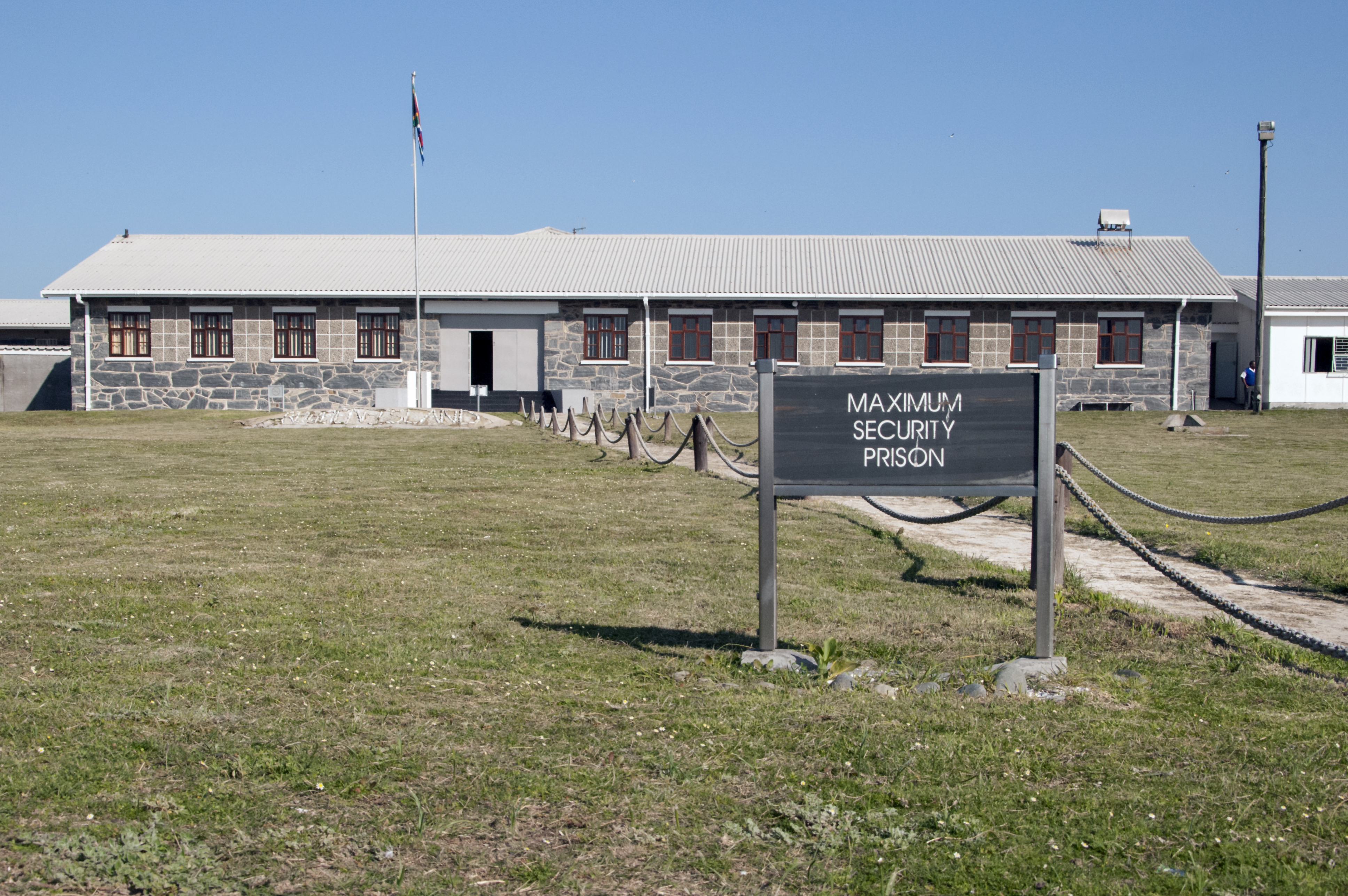
Il carcere

## Storia

### Origini
Robben Island, chiamata così per la popolazione di foche che la abitava (“Robben” in olandese significa “foca”), era inizialmente sfruttata (dalla seconda metà del 1800 alla prima del 1900) come luogo di detenzione di malati mentali vista la sua posizione geografica. Essa è infatti isolata e per questo, negli anni successivi, è stata utilizzata come lebbrosario di Città del Capo.

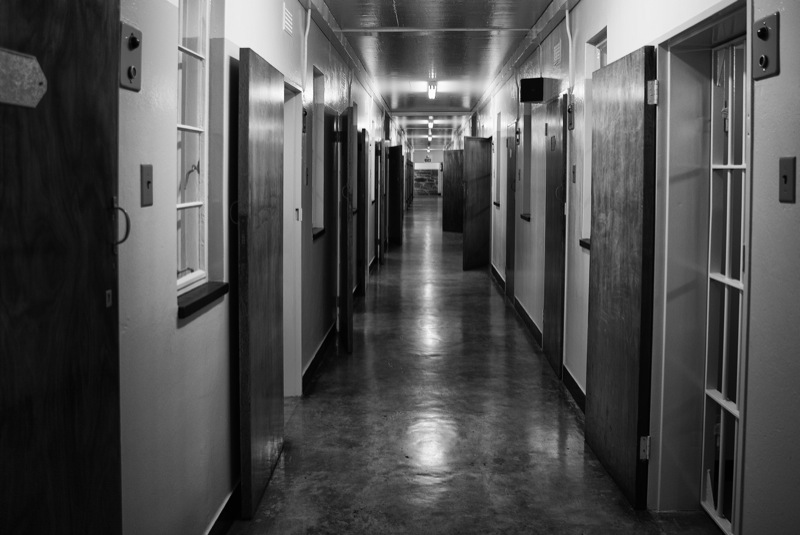
L'interno della prigione

### Seconda guerra mondiale
Durante la Seconda guerra mondiale l'isola di Robben Island è stata utilizzata come luogo di allenamento e base militare dell'armata di Città del Capo. È dal 1958 che l'isola è diventata il carcere di massima sicurezza dell'apartheid sudafricano.

### Nelson Mandela

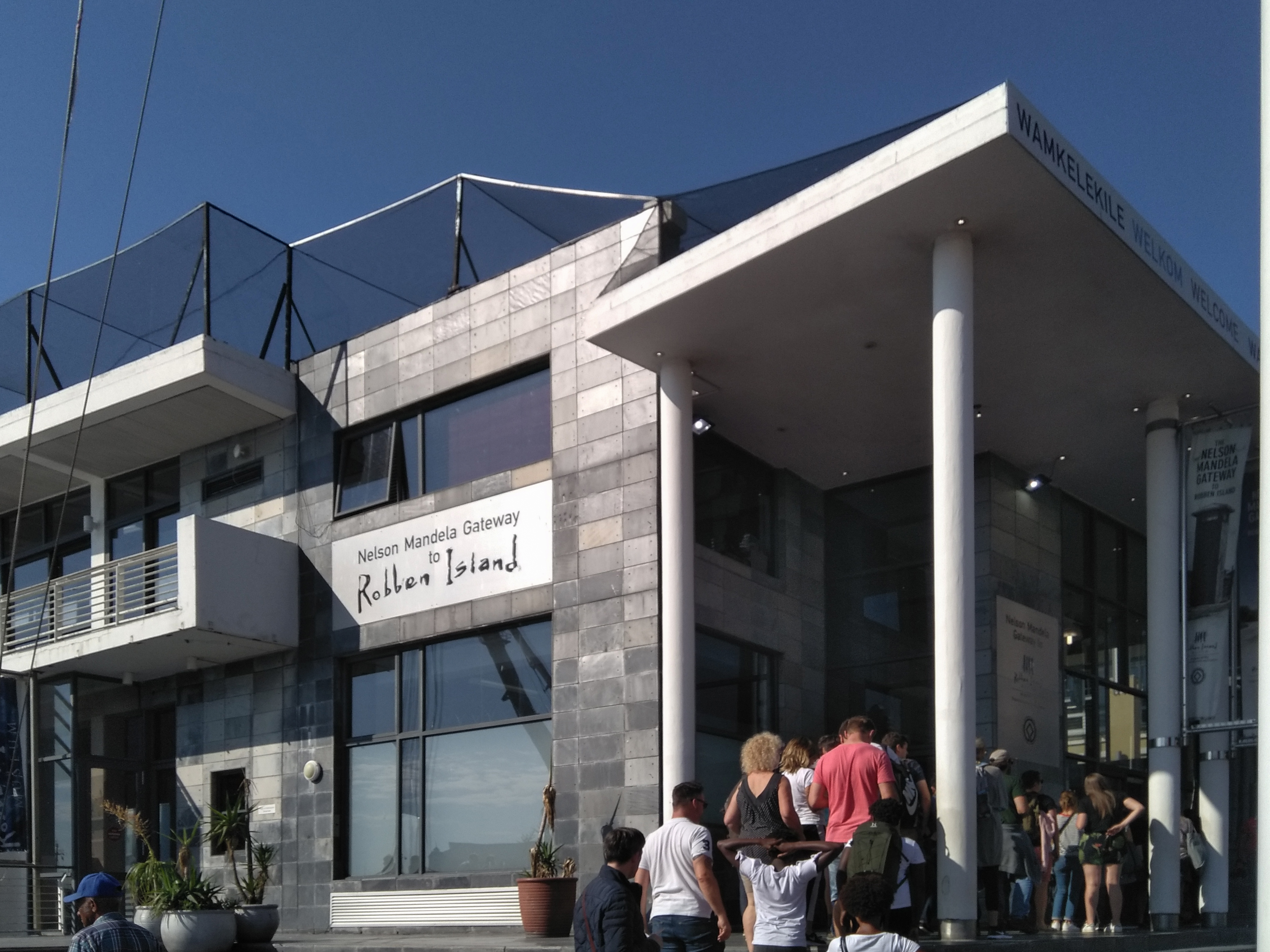
Il museo dell'isola

Il carcere è conosciuto principalmente per aver ospitato il presidente del Sudafrica Nelson Mandela dal 1964 al 1982. Egli durante il periodo di detenzione ha dovuto spesso lavorare nelle miniere dell'isola, dove le polveri bianche della calce gli hanno provocato danni alla vista. Tuttavia la sua indole da leader non venne meno: egli infatti incoraggiava i suoi compagni a lavorare sul loro sviluppo personale, organizzava lezioni segrete e private e dibattiti su svariati argomenti. L'isola è per questo stata soprannominata "Università Nelson Mandela".

### Il carcere oggi
Il carcere è stato dismesso nel 1997, anno in cui l'isola è diventata un museo. Nel 1999 è diventato patrimonio dell'UNESCO, ed oggi è possibile svolgere delle visite guidate dei punti d'interesse dell'isola, come attrazione principale il complesso che ospitava le celle. Le guide sono ex-carcerati che raccontano la storia dell'isola e parlano dell'ambiente circostante. Molti di questi ex-carcerati sono stati compagni di prigionia di Mandela.

## Ex detenuti famosi
- Nelson Mandela
- Walter Sisulu
- Jacob Zuma
- Govan Mbeki
- Robert Sobukwe